# 藍園村
藍園村（あいぞのそん）は、徳島県にあった村である。1955年4月29日、合併により消滅し板野郡藍住町となった。

## 歴史
- 1889年（明治22年）10月1日 - 自然村の板野郡奥野村・徳命村・東中富村・本村・成瀬村・竹瀬村が合併、町村制を施行し、行政村の板野郡藍園村成立。
- 1955年（昭和30年）4月29日 - 板野郡住吉村と合併し藍園村は消滅。同域に藍住町を新設。